# بنية تحتية (طيران)
يعني مصطلح بنية تحتية مجموع الأدوات التقنية على الأرض التي تستغلها الالات الطائرة للإقلاع والهبوط والمساعدة على التحليق والهبوط

## أماكن الهبوط
- مطار
- مهبط مروحية

## المساعدة على التحليق
- مرشد لاسلكي باتجاه واحد

(VOR - VHF Omnidirectional Range) هو مساعدة على التحليق يعرف من خلالها كل الطرق المغناطيسية في اتجاه الاقتراب أو الابتعاد من المحطة.
- جهاز قياس البعد

(DME - Distance Measuring Equipement) هو مساعدة على التحليق يعرف من خلاله المسافة الفاصلة عن محطة البث
- مرشد لاسلكي

هي محطات إرسال تستعمل موجات ضمن التردد العالي وتعمل بالتكامل على البوصلة اللاسلكية على الطائرة

## المساعدة على الهبوط
- انارة المطار

من أهم الأنظمة في المساعدة على الهبوط، والإنارة في المهابط تضم: الإنارة الوسطية، إنارة المهبط، إنارة ممرات الدوران ومواقف التعبئة.
- مؤشر دقة اقتراب المسار

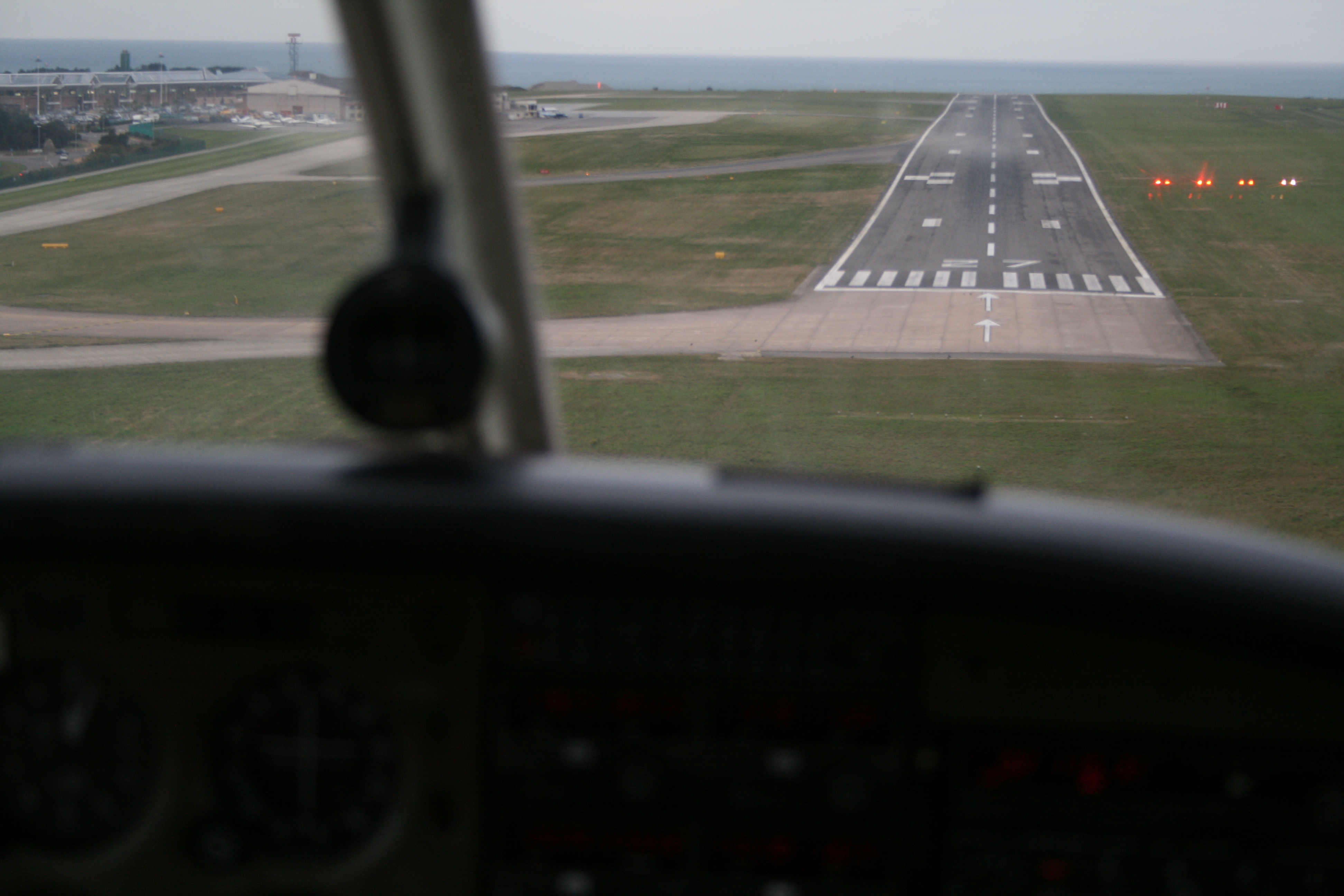
موقع الأضواء على الجهة اليمنى: 3أضواء حمراء وواحد أبيض":هبوط شبه غير صحيح.

مؤشر دقة اقتراب المسار أو (بالإنجليزية: Precision Approach Path Indicator)‏ أو باختصار (PAPI) هي توجيهات بصرية في شكل أضواء توفر معلومات للمساعدة في توجيه الطيار للاعتماد والحفاظ على مسار صحيح (بشكل عمودي) للطائرة وذلك لتحقيق اقتراب وهبوط سليمين وصحيحين. وتكون متوفرة في المطار. تقع عموما بجانب المدرج، حوالي 300 متر من نقطة الهبوط في المدرج. وفي الصورة المقابلة يظهر إشعاع 3 أضواء باللون الأحمر وواحد باللون الأبيض وهذا يعني أن الطائرة تحلق تحت منحدر الانسياب. لاستخدام معلومات التوجيه المعتمدة للتحليق على مستوى منحدر انسياب صحيح، يتوجب على الطيار أن يقوم بمناورات لجعل الأضواء الأربعة تشتعل بشكل زوجي (ضوءان أبيضان وضوءان أحمران). تكون هذه الأضواء مجاورة لبعضها أو متتالية وراء بعضها بصفة زوجية. كما يمكن استخدام ضوءان فقط بالنسبة لبعض أصناف من الطائرات. يتم نشر المعايير الدولية للمؤشر من قبل المنظمة العالمية للطيران المدني في المطارات، حسب الملحق 14 لاتفاقية الطيران المدني الدولي و المجلد 1 والفصل 5".
- اضواء الاقتراب

توجد في مناطق بعيدة نسبيًا عن المدرج.
- نظام الهبوط الآلي

( ILS -Instrument Landing System) هو مساعدة على الهبوط تسمح للطائرات بمعرفة طرق الاقتراب وزوايا الهبوط حتى الوصول إلى المدرج وتستعمل ادوات تقنية.
- نضام الهبوط بالذبذبات القصيرة

(MLS - Microwave Landing System)
نضام متطور عن الـILS يئمن تحديد طريق الهبوط عبر قياس البعد عن عدة أماكن تحيط بالمهبط. هذا النظام يعمل بالموجات القصيرة.